# لورا راس

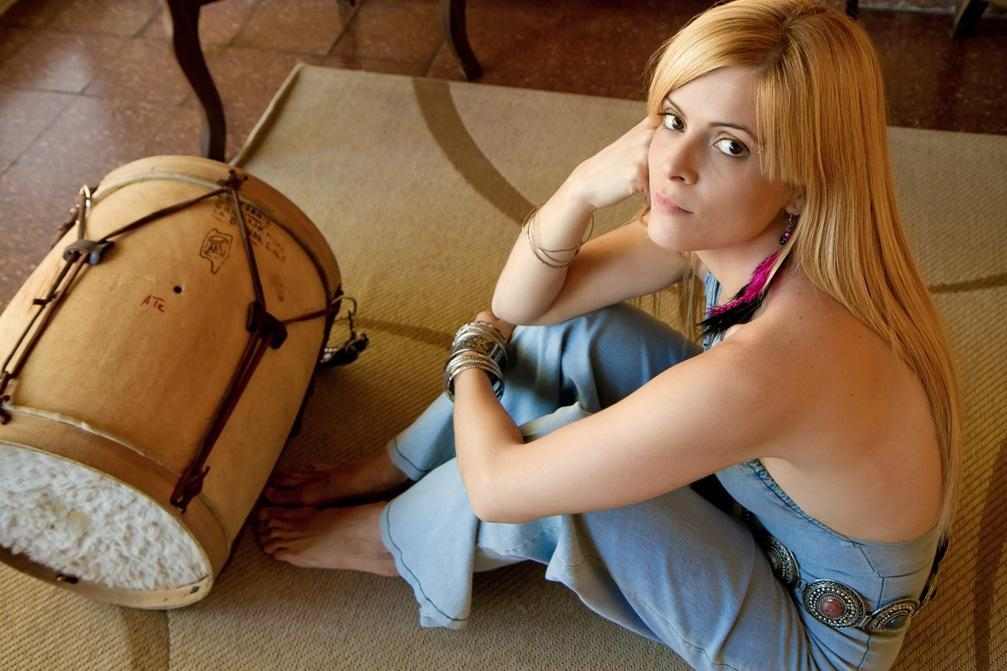

لورا راس (بوئنوس آیرس، ۳۰ اکتبر ۱۹۷۹) خواننده و نوازنده آرژانتینی است. پدربزرگ پدری او، تاراگو راس (۱۹۲۳–۱۹۷۸)، یک نوازنده مشهور و نوازنده آکاردئونی شاممه و موسیقی ساحلی بود. پدر او، آنتونیو تاراگو راس (۱۹۴۷-) نیز آکاردئونیست و آهنگساز است. پدربزرگ مادری او، کن همیلتون، پیانیست جاز بود.

## زندگی‌نامه
او در نوامبر ۲۰۱۶ چهارمین آلبوم استودیویی خود را منتشر کرد. او در ژوئیه ۲۰۱۵، به دعوت Maison de l'Argentine و با حمایت وزارت خارجه آرژانتین، یک سری رسیتال در شهر پاریس برگزار کرد. در سال ۲۰۰۶ مرسدس سوسا از او دعوت کرد تا با او آهنگ "Corazón libre" را که توسط رافائل آمور در شعر و موسیقی ساخته شده بود بخواند و مرسدس آن را در جشنواره کوسکوین آن سال با او خواند.